# Схватка за Богсайд
Схва́тка за Бо́гсайд (англ. Battle of the Bogside) — массовые беспорядки, произошедшие с 12 по 14 августа 1969 года в городе Дерри (Северная Ирландия), в районе Богсайд между жителями района, поддерживаемыми Ассоциацией обороны граждан Дерри, и Королевской полицией Ольстера. В ходе беспорядков националисты начали швырять гвозди и камни в лоялистов во время парада учеников ремесленников Дерри, что привело к драке между националистами и лоялистами. Беспорядки продолжались трое суток, и после того как полиция не сумела подавить выступления, в город были введены британские войска. Драка в Дерри стала сигналом для начала массовых беспорядков во всей Северной Ирландии и фактическим началом конфликта в Северной Ирландии.

## Предыстория
Напряжённость в городе усилилась за год до беспорядков. Основной причиной стала давняя вражда между жителями Дерри: большинство граждан были католиками по вероисповеданию и ирландскими националистами по убеждениям (в 1961 году из 53 744 жителей города 36 049 человек были католиками, а 17 695 — протестантами). После разделения Ирландии Северная Ирландия оказалась под властью Великобритании: в 1925 году в этом регионе к власти пришла Ольстерская юнионистская партия.

### Националисты и их проблемы
Юнионисты держали ситуацию под контролем благодаря двум факторам: во-первых, все избирательные участки с помощью так называемого «джерримендеринга» были расставлены таким образом, что юнионисты могли сформировать парламентское большинство в городе. «Округ графства Лондондерри», куда входил город, был взят под контроль в 1921 году националистами. Однако после повторного изменения границ избирательных округов в парламенте Северной Ирландии юнионисты вернули себе этот округ. В результате даже при 60 % населения, исповедовавшего католицизм, юнионисты занимали восемь мест из двенадцати в городском совете. Каждый раз, когда националисты повышали свои электоральные рейтинги, юнионисты «перекраивали» карту городских избирательных округов, чтобы сохранить власть. Управление городским советом дало юнионистам фактическое право контролировать государственное жильё, которое они распределили так, чтобы католикам доставалось как можно меньше удобств.
Во-вторых, только собственники или арендаторы жилья и их жёны имели право голоса. Националисты утверждали, что подобная практика продолжалась после её официальной отмены в 1945 году, чтобы снизить рейтинг антиюнионистских партий на выборах. Цифры показывают, что в Дерри националисты составляли 61,6 % избирателей на парламентских выборах и 54,7 % на местных выборах. О дискриминации в сфере устройства на работу заявляли и католики.
Ещё одна проблема была выявлена в 1969 году комиссией Кэмерона в ходе расследования случившихся беспорядков: правительство Северной Ирландии принимало решения в пользу восточной части страны, где жили протестанты, а не в пользу западной части с католиками. Примерами таких спорных решений могут быть решения о закрытии противолодочного училища в 1965 году (из-за увольнения 600 человек уровень безработицы вырос до 20 %), строительстве нового города в Северной Ирландии в Крэйгавоне и основание второго университета Северной Ирландии в городе Колрейн, который был в четыре раза меньше Дерри.

### Активисты
В марте 1968 года группа активистов основала Комитет Дерри по жилищным действиям с целью вынудить правительство Северной Ирландии прекратить несправедливую жилищную политику. В состав комитета вошли члены Североирландской лейбористской партии (такие, как троцкистский активист и правозащитник Имон Маккен) и члены Республиканского клуба Джеймса Коннолли (запрещённое в Северной Ирландии крыло Шинн Фейн). Комитет перешёл к выражению своего несогласия путём перекрытия дорог и посещения без приглашений заседаний городского совета, на которых протестующие требовали выделить жильё католическим семьям без ожидания в очередях. К лету 1968 года группа установила связь с Североирландской ассоциацией гражданских прав, начав агитацию за более широкие реформы в Северной Ирландии.
5 октября 1968 года активисты организовали марш в центре Дерри, но демонстрацию запретили. Когда марширующие (в том числе и члены парламента Эдди Макэтир и Айвэн Купер) проигнорировали запрет, их стала избивать полиция. Кадры с избиением протестующих были показаны по телевидению и вызвали бешенство в кругах националистов. На Гилдхолл-Скуэйр на следующий день собрались 4 тысячи человек, выразивших солидарность с активистами. Марш прошёл без инцидентов, как и последующая демонстрация из 15 тысяч человек 16 ноября. Однако случившиеся инциденты стали началом эскалации гражданских беспорядков, что вылилось в события в августе 1969 года.

### События с января по июль 1969 года
В январе 1969 года националистическая радикальная группировка Народной демократии организовала марш из Белфаста в Дерри и вступила в драку с лоялистами в Бёрнтоллете (пять миль от Дерри). Утверждается, что полиция не обеспечила безопасность участников марша. 5 января националисты добрались до Дерри: большая часть из них была ранена. Вскоре вспыхнула драка между сторонниками протестующих и полицейскими. Ночью полиция устроила погром в католическом районе Богсайд и захватила в плен нескольких активистов. Запрос лорда Кэмерона выявил, что несколько полицейских были виновны в нарушениях, куда входили разбойное нападение и избиения, умышленное причинение ущерба имуществу и использование провокационных политических лозунгов. После случившегося в Богсайде выстроили баррикады, а патрули стали следить за действиями полиции. Именно тогда на углу Коламбс-Стрит появилась известная надпись «Вы входите в Свободный Дерри», автором которой стал местный активист Джон Кейси.
19 апреля между сторонниками Североирландской ассоциации гражданских прав, лоялистами и полицейскими снова начались столкновения. В дом 42-летнего Сэмюэла Девенни ворвались полицейские и зверски избили его самого и двух дочерей-подростков. Сэмюэл умер 17 июля от полученных ранений, став официально первой жертвой североирландского конфликта. Иногда называют в качестве первой жертвы погибшего 11 июня Джона Патрика Скаллиона, к его убийству причастными оказались Ольстерские добровольческие силы. 12 июля грянули очередные беспорядки в Дерри, рядом с Дангивеном и в Белфасте во время марша Оранжевого ордена. Во время драки в Дангивене полицией был избит 67-летний Фрэнсис Маклоски, он умер от ранений на следующий день.
После этих событий ирландские республиканцы в Дерри организовали Ассоциацию обороны граждан Дерри с целью предотвращения подобных событий. Её члены входили изначально в Республиканский Клуб (и возможно, были активистами ИРА), но за ними вскоре последовали сторонники левых движений и простые местные жители. Целью Ассоциации было изначальное поддержание мира, но в случае очередной вспышки насилия они готовы были оборонять Богсайд. С этой целью, в преддверии марша учеников ремесленников Дерри 12 августа, они начали возводить баррикады, а также запасаться небольшими петардами и ракетами.

## События

### 12 августа
12 августа ежегодный парад учеников ремесленников Дерри проводился в память о победе протестантов в ходе осады Дерри в 1689 году в годы Войны двух королей. Проведение парада было открытой провокацией, с точки зрения католиков. Активист Имон Маккен писал, что этот марш рассматривался как преднамеренное оскорбление католиков Дерри. Марш не проходил непосредственно через Богсайд, но его маршрут лежал недалеко от Ватерлоо-Плэйс и Уильям-Стрит. Здесь и произошёл инцидент, который стал поводом для насилия. Изначально несколько лоялистов стали кидать со стен монетки в католиков, в ответ на что в тех полетели куски мрамора. Как только парад приблизился к Богсайду, католики стали швыряться камнями и гвоздями, начав массовую драку.
Полиция, которая пострадала от бросаемых в неё предметов, бросилась разнимать дерущихся. Пока шла драка на Уильям-Стрит, кто-то из полицейских попытался разобрать баррикады на Россвилль-Стрит и снять напряжение, однако в образовавшийся коридор прорвались протестанты и понеслись на католиков с кулаками, считая, что те собираются напасть на их дома. Остановить драку полиция уже не могла. Националисты стали швырять бутылки с зажигательной смесью с крыш домов в Россвилле, замедлив движение полицейских: в результате 43 офицера полиции из 59 были ранены. Но даже после этого жители Дерри продолжили швырять друг в друга подручными предметами: камнями, бутылками, железными прутьями.
Действия жителей Богсайда были неплохо скоординированы. Ассоциация обороны граждан Дерри создала штаб-квартиру в доме Падди Дохерти на Вестлэнд-Стрит, где они готовили «коктейли Молотова» и откуда командовали строительством баррикад. Оттуда же вела вещание радиостанция «Свободный Дерри», в эфире которой звучали песни повстанцев Ирландской республиканской армии, а также призывы к гражданскому неповиновению. Местные жители, однако, присоединялись по своему желанию к бунтовщикам: их формальными лидерами стали Бернадетт Девлин, Имон Маккен и другие.
Полиция первоначально держалась на Ватерлоо-Плэйс в течение нескольких часов, не отвечая на провокации. Но вместе с тем масштаб беспорядков разрастался: на Сэквилль-Стрит и Стрэнд-Роуд в стычки ввязались одновременно унионисты, националисты и полицейские. Спустя три часа полиция получила распоряжение перевести свои части с Литтл-Джеймс-Стрит и Ватерлоо-Плэйс на Россвилль-Стрит, чтобы оттеснить националистов к Богсайду. Однако на Уильям-Стрит националисты не пропустили полицию, возведя там баррикады. Подобное решение стало одним из поводов для вспыхивания дальнейших беспорядков.
В 19:00 полиция всё-таки прорвала оборону националистов при поддержке унионистов и спешно направилась по Россвилль-Стрит. Обезумевшие унионисты стали швыряться всеми подручными предметами, разбивая стёкла в домах. Националисты начали было отступать, однако затем внезапно развернулись и набросились на полицейских, оттеснив их обратно к концу Россвилль-Стрит. В ответ полиция выпустила слезоточивый газ, что привело к госпитализации множества людей от отравления. В общей сложности была использована 1091 малая канистра (по 12,5 г газа каждая) и 14 больших канистр (по 50 г). Выпуск газа произошёл в густонаселённом жилом массиве.

### 13 августа
13 августа премьер-министр Республики Ирландия Джек Линч выступил с телевизионным обращением, в котором заявил о событиях в Дерри: «Я не мог стоять и смотреть, как страдали невинные люди. Возможно, с ними могло случиться что-то ещё похуже». Он обещал выслать ирландские войска к границе и развернуть полевые лазареты, чтобы оказать помощь пострадавшим, а также заявил, что будет добиваться прибытия миротворцев ООН. В Богсайде националисты с восторгом расценили слова министра как обещание военной помощи. Унионисты были в шоке: им казалось, что неминуемо военное вторжение. На самом деле ирландские войска действительно собирались только помочь пострадавшим и не переходить границу. Помощь пострадавшим оказывали местные врачи Донал Макдермотт и Рэймонд Макклин, которым помогали добровольцы из ордена госпитальеров: почти все врачи размещались в магазине Candy Corner на Вестланд-Стрит, превратив его в свою временную штаб-квартиру.
Националисты, воодушевлённые готовностью премьер-министра Ирландии оказать помощь пострадавшим, спешно начали обыскивать дома и просить друг у друга бутылки, тряпки и спирт для приготовления «коктейлей Молотова». Это происходило в течение всей ночи: уже к утру 13 августа молодёжь, женщины и дети заняли позиции на Россвилль-Стрит, приготовившись обстреливать полицейских камнями и бутылками с крыш домов. На крышах домов появились флаги Ирландии. Почти все люди были проинструктированы по поводу действий в случае применения полицией слезоточивого газа. Падди Дохерти и доктор Донал Макдермотт на совещании Ассоциации обороны граждан Дерри призвали всех способных прибыть в Дерри и поддержать националистов: после этого протесты начались в Белфасте, Ньюри, Арма, Лургане, Дангвиене и многих других городах Северной Ирландии. Вся ирландская община была мобилизована, и Имон Маккен призвал всех «отдать свои сердца во имя схватки».
Унионисты, боявшиеся прибытия ирландских войск, собрали несколько сотен человек и вышли на позиции полицейских на Грейт-Джеймс-Стрит: многие надели шлемы или каски и даже запаслись деревянными щитами. Они маршем прошли до римско-католического собора Святого Евгения, и здесь вспыхнула снова потасовка: пока националисты швырялись камнями и коктейлями Молотова, унионисты неожиданно начали отстреливаться. В результате стрельбы были ранены двое или трое человек. Многие стали распространять слухи, что унионисты развели костёр в соборе и собираются сжечь храм. Это стало сигналом: националисты, несмотря на отсутствие огнестрельного оружия, снова ввязались в драку с полицией и стали снова её забрасывать камнями и бутылками с зажигательной смесью. Унионисты же не смогли закрепиться в Богсайде и, будучи раздосадованными, попытались даже поджечь гостиницу в центре города.
После двух дней беспорядков, в которые была вовлечена полиция всей Северной Ирландии, усталость начала сказываться на служащих органов правопорядка, и те вынуждены были ночевать в подъездах. Защитить себя от нападений националистов они не могли физически: маленький щит не защищал человека от удара, а одежда не была огнеупорной, поэтому очень многие полицейские пострадали от ожогов, вызванных взрывами. Использовать бронетранспортёры и стрелковое оружие строго запрещалось. К тому же системы для замены пострадавших новыми офицерами не было: некоторые из них вынуждены были сдерживать беспорядки в течение всех трёх суток. Более того, многие из республиканцев потребовали выдать им оружие, поскольку считали, что за раненых унионистами протестующих можно было ответить только так.

### 14 августа
14 августа уровень анархии и насилия в Богсайде достиг критической точки. В Дерри была вызвана Специальная полиция Ольстера — военизированная организация численностью 12 тысяч человек, состоявшая из протестантов, не имевшая опыта и навыков для действий во время массовых беспорядков, но при этом обученная основам военного дела и вселявшая страх и ненависть в католиков, поскольку была причастна к массовым убийствам в 1920-х годах. Прибытие Специальной полиции вызвало панику в Богсайде ввиду возможной резни: националисты опасались, что не справятся с новым противником. В итоге в 4 часа дня силы Специальной полиции очутились у фонтана на Ватерлоо-Плейс.
Во второй половине дня премьер-министр Северной Ирландии Джеймс Чичестер-Клак сделал неожиданный запрос к премьер-министру Великобритании Гарольду Вильсону с просьбой выслать войска в Дерри. Вскоре рота 1-го батальона личного Йоркширского полка принца Уэльского, которая находилась на корабле «Си Игл», прибыла в Дерри с целью разнять полицию и жителей Богсайда, но не переходить баррикады и не вступать в Богсайд. Это был первый случай прямого вмешательства Лондона в дела Белфаста с момента разделения Ирландии. Деморализованные полицейские вынуждены были отойти.
Британские войска были встречены жителями Богсайда изначально приветливо как нейтральная сила, которая не вела себя так жестоко, как полицейские. Лишь группа радикалов во главе с Бернадетт Девлин выступала против их размещения: как оказалось, основания на то у Девлин были — унионисты из Стормонта действительно обращались к британскому правительству с просьбой ввести войска для восстановления порядка в городе. Войска появились после 4 часов дня на Ватерлоо-Плэйс, ознаменовав окончание схватки за Богсайд.

## Пострадавшие
В результате событий в Богсайде пострадали более тысячи человек: к счастью, смертей удалось избежать. 691 полицейский участвовал в подавлении беспорядков в Дерри, из которых 255 человек были в строю по состоянии на 12:30 15 августа. Данные по количеству человек к 17:30 разнятся: называются 318, 304, 374, 333, 285 и 327 человек, однако в целом как минимум 350 человек пострадали в результате беспорядков. Точная численность пострадавших со стороны мирных граждан не была названа, но большинство пострадавших от госпитализации в больницу Альтнэйджелвин (англ. Altnagelvin Hospital) отказались из-за своего страха перед полицией, вследствие чего многих пришлось перевозить за британско-ирландскую границу. Не менее 500 женщин и детей были эвакуированы в Донегал за одну ночь с 12 на 13 августа.

## Последовавшие беспорядки
Мир продолжался недолго — беспорядки вскоре продолжились в других местах Северной Ирландии. Североирландская ассоциация гражданских прав призвала людей задержать там полицию, чтобы помочь протестующим в Богсайде. В итоге в Белфасте уже 14 августа вспыхнула драка: пять католиков и два протестанта были убиты, ещё один член организации Фианна Эйрин позднее также был застрелен (по другим данным, всего жертв было 5). В ту же ночь на Бомбэй-Стрит произошёл поджог католического квартала: из 65 домов пригодными для жилья остались к утру около 20, что оставило без крова примерно полторы тысячи ирландцев. В совокупности с событиями в Дерри эти беспорядки стали поворотной точкой в истории Северной Ирландии — началом вооружённого конфликта между националистами, правительственными силами Великобритании и унионистами.

## В культуре
Винни Каннингхэм снял документальный фильм «Схватка за Богсайд» (англ. Battle of the Bogside), который в октябре 2004 года получил приз лучшего документального фильма на церемонии награждении Премией Ирландского кино и телевидения.